# Rositz
Rositz is een gemeente in de Duitse deelstaat Thüringen, en maakt deel uit van de Landkreis Altenburger Land.
Rositz telt 2.721 inwoners.